# Pafnucy Borowski
Pafnucy Borowski, imię świeckie: Parfienij (ur. 1394 w Kudinowym k. Borowska, zm. 1 maja 1477 w Borowsku) – święty mnich prawosławny.

## Życiorys
Był synem Tatara Martina, nawróconego na prawosławie z islamu, i Rosjanki Fotinii. Według hagiografii w wieku 20 lat opuścił swój dom rodzinny, by wstąpić do monasteru Opieki Matki Bożej w Wysokim. Jego przełożony, mnich Marcel, przyjął od niego wieczyste śluby zakonne. Po śmierci Marcela mnisi klasztoru wybrali mnicha Pafnucego jego następcą. Miało to miejsce ok. 1426. Z tego powodu metropolita kijowski Focjusz udzielił mu święceń kapłańskich. Zadania przełożonego hieromnich Pafnucy pełnił kolejne trzydzieści lat. Mając 50 lat i będąc już powszechnie szanowanym mnichem-starcem, ciężko zachorował, zrezygnował z funkcji przełożonego monasteru i złożył śluby wielkiej schimy. Jednak w dniu św. Jerzego (kalendarz juliański: 23 kwietnia) 1444 miał zostać nieoczekiwanie uzdrowiony, co skłoniło go do odejścia z Wysokiego i zamieszkania razem z jednym riasofornym posłusznikiem w odosobnieniu, u ujścia rzeki Istiermy do Protwy. W miejscu tym szybko zaczęli gromadzić się jego naśladowcy. Mnisi wznieśli cerkiew Narodzenia Matki Bożej, w której dekorowaniu brał udział jeden z najsłynniejszych malarzy ikon epoki: mnich Dionizy. Przy pracy hieromnich Pafnucy wybierał najtrudniejsze zadania, ponadto ograniczył ilość spożywanego jedzenia i żył w najuboższej celi ze wszystkich członków wspólnoty. Duchowny cieszył się ogromnym szacunkiem nie tylko wśród mnichów skupionych w jego monasterze, ale i wśród innych wspólnot. Jednym z jego uczniów duchowych był późniejszych święty mnich Józef Wołocki. Według hagiografii hieromnich Pafnucy przewidział własną śmierć i zmarł we wskazanym dniu, 1 maja 1477, w monasterze.
Pafnucy Borowski został kanonizowany przez Sobór Lokalny Rosyjskiego Kościoła Prawosławnego, tzw. I sobór makariewski, w 1547. Wtedy też dniem jego wspomnienia ustanowiony został dzień 1 maja (kalendarz juliański)/14 maja (kalendarz gregoriański). Na ikonach przedstawiany jest w szatach mnicha wielkiej schimy, niekiedy obok widoku zabudowań założonego przez siebie monasteru.